# Andrzej Wierzbicki (politolog)
Andrzej Wierzbicki (ur. 1970) – polski politolog, dr hab. nauk humanistycznych, profesor i kierownik Katedry Studiów Wschodnich Wydziału Nauk Politycznych i Studiów Międzynarodowych Uniwersytetu Warszawskiego.

## Życiorys
Andrzej Wierzbicki ukończył studia na Uniwersytecie Warszawskim. 24 lutego 1999 obronił pracę doktorską Długotrwałe bezrobocie młodzieży na lokalnych rynkach pracy w Polsce, 20 stycznia 2010 habilitował się na podstawie pracy zatytułowanej Etnopolityka w Azji Centralnej. Między wspólnotą etniczną a obywatelską. 28 listopada 2019 nadano mu tytuł profesora nauk społecznych. Został zatrudniony na stanowisku profesora nadzwyczajnego w Instytucie Nauk Politycznych na Wydziale Nauk Politycznych i Studiów Międzynarodowych Uniwersytetu Warszawskiego.
Jest profesorem i kierownikiem Katedry Studiów Wschodnich Wydziału Nauk Politycznych i Studiów Międzynarodowych Uniwersytetu Warszawskiego.
Jego zainteresowania naukowe obejmują: etnopolitykę w Azji Centralnej i w Rosji; teoretyczne i polityczne aspekty procesów narodotwórczych i nacjonalizmu; polityczne, ekonomiczne i społeczne problemy integracji państw poradzieckich, politykę wschodnią Polski (stosunki polsko-rosyjskie i polsko-białoruskie).